# Département de Cainguás
Le département de Cainguás est une des 17 subdivisions de la province de Misiones, en Argentine. Son chef-lieu est la ville de Campo Grande.
Le département a une superficie de 1 558 km2. Sa population s'élevait à 47 271 habitants, selon le recensement de 2001 (INDEC).